# Arentía
Arentía (en gallego y oficialmente, A Arentía) es un lugar español situado en la parroquia de Andabao, del municipio de Boimorto, en la provincia de La Coruña, Galicia.

## Demografía
| Gráfica de evolución demográfica de Arentía entre 2000 y 2022 |
|                                                               |
| Datos según el nomenclátor publicado por el INE.              |